# Lucilia caesar
Pour les articles homonymes, voir Mouche.
Espèce
Lucilia caesar, la mouche dorée, est une espèce de diptères brachycères de la famille des Calliphoridae, que l'on rencontre sous les climats tempérés. On la nomme parfois mouche verte (comme de nombreuses autres espèces lui ressemblant) et plus vulgairement mouche à merde, bien qu'elle n'ait aucun contact avec les fèces.

## Description
Son thorax et son abdomen sont de couleur verte, donnant son nom vernaculaire à cette espèce. Ils sont de plus recouverts de poils noirs. Ses yeux brun-rouge recouvrent la quasi-totalité de la tête.

## Biologie
Au stade adulte, Lucilia caesar se nourrit principalement de pollen et de nectar et compte donc parmi les nombreuses espèces pollinisatrices. Elle pond ses œufs sur des charognes qui serviront de nourriture aux larves. Comme elle fait partie des premiers insectes à visiter les corps en décomposition, Lucilia caesar est l’une des clés fondamentales de l’entomologie médico-légale.